# Day alone
『day alone』（デイ・アローン）は、日本の音楽ユニット・day after tomorrowが2005年3月9日にavex traxから発売した3枚目のオリジナルアルバムである。

## 内容
前作『primary colors』から約11か月ぶりのオリジナルアルバムにして、3か月連続作品リリースの第3弾作品として発売された。また、同年活動休止を発表したため最後のオリジナルアルバムとなった。
今作はday alone プロジェクトの一環として制作されたコンセプトアルバムで、OV『day alone〜マノーラと姫ちゃん〜』のストーリーを読んでサウンドプロデューサーの五十嵐充が11曲、メンバーの北野正人が1曲を、「20歳の女の子2人の友情」をテーマに書き下ろした作品となっている。
CD+DVD規格とCD規格の2形態で発売され、DVDにはOV『day alone 〜マノーラと姫ちゃん〜』の第1話・第2話のダイジェスト映像と最終話が収録された。アルバムとしては初めてCCCD規格でない通常のCD-DA規格で発売された。
オリコンチャート初登場7位を獲得。4作連続でトップ10入りを果たした。

## 収録曲
| #         | タイトル                      | 作詞      | 作曲      | 編曲                         | ストリングスアレンジ | 時間  |
| --------- | ----------------------------- | --------- | --------- | ---------------------------- | -------------------- | ----- |
| 1.        | 「君と逢えた奇蹟」            | 五十嵐充  | 鈴木大輔  | 五十嵐充、day after tomorrow |                      | 4:41  |
| 2.        | 「God bless me!」             | 五十嵐充  | 北野正人  | 石塚知生、day after tomorrow |                      | 4:08  |
| 3.        | 「せつなさはこの胸の中に」    | 五十嵐充  | 北野正人  | 五十嵐充、day after tomorrow |                      | 4:39  |
| 4.        | 「七つ星を数えたら」          | 北野正人  | 北野正人  | 五十嵐充、day after tomorrow |                      | 3:20  |
| 5.        | 「lost angel」                | 五十嵐充  | 鈴木大輔  | 五十嵐充、day after tomorrow |                      | 5:15  |
| 6.        | 「Where so ever」             | 五十嵐充  | 北野正人  | 五十嵐充、day after tomorrow |                      | 4:22  |
| 7.        | 「honestly」                  | 五十嵐充  | 北野正人  | 五十嵐充、day after tomorrow | 弦一徹               | 3:37  |
| 8.        | 「追伸」                      | 五十嵐充  | 鈴木大輔  | 石塚知生、day after tomorrow |                      | 4:07  |
| 9.        | 「ユリノハナ」                | 五十嵐充  | 鈴木大輔  | 五十嵐充、day after tomorrow |                      | 3:49  |
| 10.       | 「瞑想」                      | 五十嵐充  | 北野正人  | 石塚知生、day after tomorrow |                      | 4:41  |
| 11.       | 「そして僕にできるコト」      | 五十嵐充  | 鈴木大輔  | 五十嵐充、day after tomorrow |                      | 4:16  |
| 12.       | 「more than a million miles」 | 五十嵐充  | 北野正人  | 五十嵐充、day after tomorrow | 弦一徹               | 6:01  |
| 合計時間: | 合計時間:                     | 合計時間: | 合計時間: | 合計時間:                    | 合計時間:            | 52:56 |

### 解説
1. 君と逢えた奇蹟
トリプルA面からなる、10thシングルの表題1曲目。
2. God bless me!
3. せつなさはこの胸の中に
トリプルA面からなる、10thシングルの表題3曲目。
4. 七つ星を数えたら
5. lost angel
トリプルA面からなる、9thシングルの表題1曲目。
6. Where so ever
7. honestly
8. 追伸
トリプルA面からなる、10thシングルの表題2曲目。
9. ユリノハナ
11thシングルの表題曲。
10. 瞑想
11. そして僕にできるコト
トリプルA面からなる、9thシングルの表題2曲目。
12. more than a million miles
トリプルA面からなる、9thシングルの表題3曲目。

## 参加ミュージシャン
day after tomorrow
- misono：Vocals
- 北野正人：Guitar
- 鈴木大輔：Keyboards

support musician
- 五十嵐充：Programming & Keyboards (全曲)
- 石塚知生：Programming & Keyboards (#2,8,10)
- 加藤薫：Electric Guitar & Acoustic Guitar (全曲)
- 弦一徹ストリングス：Strings (#7,12)
- Mana：琴 (#10)
- 川村ゆみ：Backing Vocals (#1〜6,8〜12)

## タイアップ
- ブルボン『プチアンドプチポテトシリーズ』TV-CMソング (#1)
- 日本テレビ系列音楽バラエティ番組『音楽戦士 MUSIC FIGHTER』2005年1月度オープニングテーマ (#1)
- OV『day alone〜マノーラと姫ちゃん〜』第1話主題歌 (#1)
- OV『day alone〜マノーラと姫ちゃん〜』挿入歌 (#3)
- フジテレビ系列昼の帯ドラマ『女医・優〜青空クリニック〜』主題歌 (#5)
- OV『day alone〜マノーラと姫ちゃん〜』挿入歌 (#8)
- OV『day alone〜マノーラと姫ちゃん〜』第2話・最終話主題歌&挿入歌 (#9)
- ナムコ社製PlayStation 2専用ゲームソフト『テイルズ オブ シンフォニア』テーマソング (#11)
- 20世紀フォックス映画配給映画『デイ・アフター・トゥモロー』日本語吹き替え版エンディングテーマ (#12)